# Gene Sarazen
Gene Sarazen, vlastním jménem Eugenio Saraceni (27. února 1902 Harrison, stát New York, USA – 13. května 1999, Naples, Florida) byl americký golfista italského původu. Je jedním z pouhé pětice hráčů (dalšími jsou Ben Hogan, Gary Player, Jack Nicklaus a Tiger Woods), kteří získali tzv. kariérní Grand Slam, tedy aspoň jednou vyhráli každý ze čtyř tzv. major turnajů.
Gene Sarazen major turnaje vyhrál celkem sedmkrát: U.S. Open v letech 1922 a 1932, PGA Championship v letech 1922, 1923 a 1933, The Open Championship v roce 1932 a Masters Tournament v roce 1935. Celkem vyhrál 48 turnajů, z toho 38 turnajů PGA Tour a deset dalších.
Vynalezl typ hole písečný wedge. V roce 1935 na hřišti Augusta National Golf Club dokázal trefit jamku ze vzdálenosti 212 metrů. V roce 1973 na 102. ročníku The Open Championship na hřišti Troon Golf Club ve Skotsku, zahrál hole-in-one. Eso je raritní úder sám o sobě, navíc Sarazenovi tehdy bylo již 71 let. Jde tak o nejstaršího golfistu, kterému se takový úder podařil na profesionálním turnaji.

## Ocenění a vyznamenání
- V roce 1932 získal ocenění Associated Press sportovec roku.
- V roce 1962 byl uveden Connecticut Golf Hall of Fame (Golfová síně slávy státu Connecticut).
- V roce 1974 se slavnostně stal členem Světové golfové síně slávy (World Golf Hall of Fame).[5]
- V roce 1978 obdržel čestný titul na Siena College v Loudonville ve státě New York.
- V roce 1992 získal Bob Jones Award, nejvyšší ocenění United States Golf Association.[5]
- V roce 1996 získal první cenu PGA Tour's first Lifetime Achievement Award.
- V roce 2000 byl časopisem Golf Digest zařazen na 11. místo žebříčku nejlepších golfistů všech dob.[6]
- V roce 2018 ho T. J. Auclair zařadil na deváté místo nejlepších golfistů všech dob.[7]

## Souhrnný přehled umístění
| Turnaj                | Vítěz | 2. | 3. | Do 5 | Do 10 | Do 25 | Účast | Cut |
| --------------------- | ----- | -- | -- | ---- | ----- | ----- | ----- | --- |
| Masters Tournament    | 1     | 0  | 1  | 3    | 4     | 10    | 34    | 17  |
| U.S. Open             | 2     | 2  | 3  | 9    | 14    | 17    | 33    | 26  |
| The Open Championship | 1     | 1  | 2  | 5    | 6     | 10    | 17    | 11  |
| PGA Championship      | 3     | 1  | 3  | 12   | 18    | 22    | 31    | 27  |
| CELKEM                | 7     | 4  | 9  | 29   | 42    | 59    | 115   | 81  |

- Cut = prošel na daném turnaji cutem (postoupil do finálového kola)
- Největší počet turnajů za sebou, kdy prošel cutem: 44 turnajů (od 1920 U.S. Open do 1937 U.S. Open)
- Největší počet turnajů za sebou, kdy se umístil do 10. místa: 7 turnajů (od 1927 PGA do 1929 PGA)